# كاسلفينيا: لوردز أوف شادو 2
كاسلفينيا: لوردز أوف شادو 2 (بالإنجليزية: Castlevania: Lords of Shadow 2)‏ هي لعبة فيديو من نوع أكشن مغامرات، أنتجها شركة كونامي عام 2014م.

## وصلات خارجية
- كاسلفينيا: لوردز أوف شادو 2 على موقع IMDb (الإنجليزية)

- الموقع الرسمي
- كاسلفينيا: لوردز أوف شادو 2 على موبي غيمز